# Design Web Format
DWF, sigle de Design Web Format, est un format de fichiers de dessin vectoriel créé par la société Autodesk.
Ce format permet de produire des fichiers plus petits que les fichiers de dessin (sans la gestion des liens externes et des dépendances).
Le format DWF n'est pas un remplacement des formats de CAO natifs (comme DWG). Il permet aux designers de communiquer rapidement leurs réalisations aux autres membres de l'équipe, sans que ceux-ci aient l'obligation de posséder un logiciel de type CAO,

## Sources et références
1. ↑  « Comparison of DWF and PDF », sur Beyond the Paper (consulté le 3 mai 2013)
2. ↑  « Re: Is Design Review discontinued? », 19 septembre 2013 (consulté le 22 août 2016)